# Mundemba
Mundemba – miasto w Kamerunie, w Regionie Południowo-Zachodnim, stolica departamentu Ndian. Liczy około 12,1 tys. mieszkańców.